# Pylos (helm)

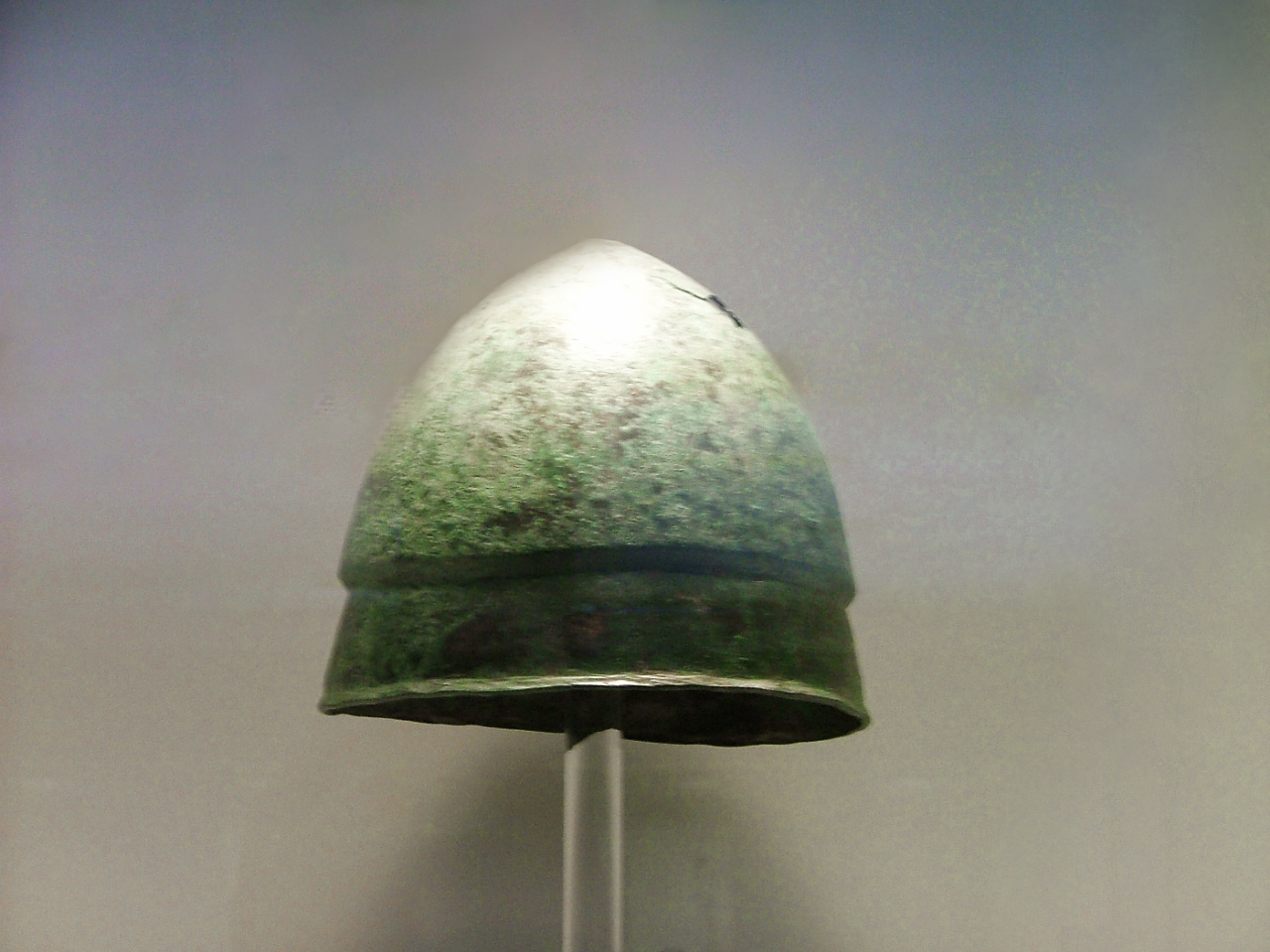
Pylos-helm

De Pylos was een Oud-Griekse helm, vooral populair op de Peloponnesos. De helm was goedkoop en werd in massa geproduceerd, en werd eenvoudig vastgezet met een leren kinband. Zoals de meeste Griekse helmen werd ook de Pylos van brons gemaakt. De naam Pylos is afgeleid van het Griekse woord voor vilt. Deze helm had immers dezelfde vorm als de vilten hoed van dezelfde naam.
De Spartaanse hoplieten gebruikten aanvankelijk de zware Korinthische helm. Deze helm beschermde het gezicht, maar beperkte het zicht en het gehoor. Medio 5e eeuw v.Chr. wijzigden de Spartanen hun gevechtstechnieken: door het toegenomen belang van trompetsignalen tijdens de strijd was de Korinthische helm niet meer praktisch en kwam de eenvoudiger pylos in gebruik. De oorspronkelijke vilten pylos werd waarschijnlijk ook door de soldaten gebruikt, waarbij deze vaak onder de bronzen versie werd gedragen.
De pyloshelm werd door andere Griekse staten gekopieerd en was ook in Carthago en Macedonië in gebruik.